# Arquidiocese de Berlim
A Arquidiocese de Berlim (Archidiœcesis Berolinensis, Erzbistum Berlin) é uma arquidiocese da Igreja Católica situada em Berlim, na Alemanha. Foi erigida a partir da elevação da Diocese de Berlim, criada em 13 de agosto de 1930. Sua Sé é a Catedral de Santa Edwiges.
Possui 103 paróquias, contando com 7% da população jurisdicionada batizada e com 352 padres.

## História
A evangelização do território da Arquidiocese de Berlim ocorreu a partir da primeira metade do século XII e é devido às viagens missionárias de Dom Oto de Bamberg. Originalmente, essas terras estavam sob a jurisdição das dioceses de Brandenburgo, Havelberg, Kamien e Lebus.
A diocese foi erigida em Berlim, em 13 de agosto de 1930 com a bula papal Pastoralis officii nostri do Papa Pio XI, que suprimiu a administração apostólica de Berlim e deu nova diocese à província eclesiástica da Arquidiocese de Wrocław.
Durante o período nazista o reitor da Catedral Bernhard Lichtenberg foi preso e deportado para o campo de concentração de Dachau para orar pelos judeus perseguidos. Ele morreu em Dachau em 5 de setembro de 1943 e foi beatificado pelo Papa João Paulo II em 23 de junho de 1996.
Em 28 de junho de 1972 cedeu a parte da diocese, que estava no território da Polónia em favor da ereção da Diocese de Szczecin–Kamień (hoje Arquidiocese), de Koszalin–Kołobrzeg e Zielona Góra–Gorzów.
Em 27 de junho de 1994, sob a bula Certiori christifidelium do Papa João Paulo II foi elevada à categoria de Arquidiocese Metropolitana, que tem como sufragâneas as dioceses de Görlitz e Dresden-Meißen.
A arquidiocese foi visitada pelo Papa Bento XVI em 22 e 23 de setembro de 2011.

## Prelados
| #                        | Nome                                          | Período      | Notas                                   |
| Arcebispos               | Arcebispos                                    | Arcebispos   | Arcebispos                              |
| ------------------------ | --------------------------------------------- | ------------ | --------------------------------------- |
| 3º                       | Heiner Koch                                   | 2015 - Atual |                                         |
| 2º                       | Rainer Maria Cardeal Woelki                   | 2011 - 2014  | Nomeado Arcebispo de Colônia            |
| 1º                       | Georg Maximilian Cardeal Sterzinsky †         | 1994 - 2011  |                                         |
| Bispos                   |                                               |              |                                         |
| 8°                       | Georg Maximilian Cardeal Sterzinsky †         | 1989 - 1994  |                                         |
| 7°                       | Joachim Cardeal Meisner                       | 1980 - 1988  | Nomeado Arcebispo de Colônia            |
| 6º                       | Alfred Cardeal Bengsch †                      | 1961 - 1979  |                                         |
| 5º                       | Julius August Cardeal Döpfner †               | 1957 - 1961  | Nomeado Arcebispo de Munique e Freising |
| 4º                       | Wilhelm Weskamm †                             | 1951 - 1956  |                                         |
| 3º                       | Konrad von Preysing Cardeal Lichtenegg-Moos † | 1935 - 1950  |                                         |
| 2º                       | Nikolaus Bares †                              | 1933 - 1935  |                                         |
| 1º                       | Christian Schreiber                           | 1930 - 1933  |                                         |
| Bispos auxiliares        |                                               |              |                                         |
|                          | Matthias Heinrich                             | 2009 – atual |                                         |
|                          | Wolfgang Weider                               | 1982 – 2009  |                                         |
|                          | Johannes Kleineidam                           | 1970-1981    |                                         |
|                          | Heinrich Theissing                            | 1963 - 1970  | Nomeado Bispo-coadjutor de Schwerin     |
|                          | Alfred Bengsch †                              | 1959 - 1961  |                                         |
|                          | Paul Tkotsch                                  | 1948 - 1963  |                                         |
| Administrador Apostólico |                                               |              |                                         |
|                          | Matthias Heinrich                             | 2011         |                                         |